# アドルフ・クスマウル

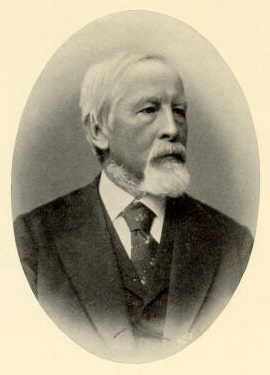
アドルフ・クスマウル

アドルフ・クスマウル（Adolf/ph Kussmaul、1822年2月22日　カールスルーエ近郊グラーベン Graben - 1902年5月28日）は、ドイツの医師。

## 人物・生涯
ハイデルベルクで医学を学び、ルドルフ・フィルヒョウのいたヴュルツブルク大学で医学博士を得、1857年ハイデルベルク大学教授、1859年エルランゲン大学内科部長、1863年フライブルク大学内科部長、1876年ストラスブルク大学内科部長。ハイデルベルク市名誉市民。
1868年に、地球上ではじめて、長さ47cm、直径13mmの「硬性胃鏡」と呼んだ金属管を使用して生きた人間の胃の中を観察した医師。とはいってもその時代には現在の内視鏡のようなファイバーなどはなく、まっすぐの硬性胃鏡を、中国の呑剣士にまっすぐ飲み込んでもらい観察したという。また、胃内は当然まっくらで、現在なら内視鏡の先から照明で照らせばいいのだが、ろうそくの火でなんとか胃内を明るく見たという。
そのほか、1866年には自らの剖検例にて結節性動脈周囲炎(現在の結節性多発動脈炎)を発見した。1874年には、糖尿病性ケトアシドーシス患者の呼吸について詳細に記載し、クスマウル呼吸と命名。大脳の言語回路についても考察し、クスマウル脈の命名者でもあるなど19世紀の医者の多聞にもれず多彩な活躍をした医師である。1886年コテニウス・メダル受賞。